# Війна за незалежність Анголи
Війна за незалежність Анголи (порт. Guerra de Independência de Angola) — збройний конфлікт на території Анголи, який розпочався у лютому 1961 року як повстання проти примусового вирощування бавовни, і це стало багатофракційною боротьбою за контроль над португальською заморською провінцією Ангола між трьома націоналістичними рухами та сепаратистським рухом Кабінди. Війна закінчилася, коли у квітні 1974 року лівий військовий переворот у Лісабоні призвів до повалення диктаторського режиму в Португалії португальську диктатуру Нова Держава, і новий режим негайно припинив усі воєнні дії в африканських колоніях, оголосивши про свій намір негайно надати їм незалежність.
Конфлікт зазвичай розглядається як галузь або театр ширшої португальської заморської війни, яка також включала війни за незалежність Гвінеї-Бісау та Мозамбіку.
Війна за незалежність являла собою класичний тип партизанської війни, в ході якої португальська армія та сили безпеки вели кампанію проти з повстанцями проти збройних груп, переважно розосереджених у малонаселених районах величезної сільської місцевості Анголи. Багато воєнних злочинів та звірств було скоєно всіма силами, сторонами конфлікту. У підсумку португальці здобули загальну військову перемогу.
В Анголі після припинення португальськими збройними силами антипартизанської війни спалахнув збройний конфлікт серед націоналістичних рухів. Ця війна офіційно завершилася в січні 1975 року, коли уряд Португалії, Національний союз за повну незалежність Анголи (UNITA), Народний рух за визволення Анголи (MPLA) і Національний фронт визволення Анголи (FNLA) підписали Алворську угоду. Фактично ця війна точилася до травня 1975 року, включаючи вуличні бої в Луанді та навколишній місцевості.

## Історія

### Передумови
У 1482 році каравели Португальського королівства під командуванням мореплавця Діогу Кана прибули до Королівства Конго. Згодом до цього краю почали прибувати інші експедиції, і незабаром між двома королівствами встановилися тісні стосунки. Португальці принесли тубільцям вогнепальну зброю, багато інших технологічних досягнень і нову релігію — християнство. Натомість король Конго запропонував їм рабів, слонову кістку та мінерали.
У 1575 році Паулу Діаш де Новаїш заснував на африканському берегу Луанду як Сан-Паулу-да-Ассунсан-де-Лоанда. Новаїш зайняв смужку землі з сотнею сімей колоністів і чотирма сотнями солдатів, де облаштував укріплене поселення. В 1605 році Португальська корона надала Луанді статус міста. Кілька інших поселень, фортів і портів були засновані і підтримувалися португальцями. Бенгела, португальський форт з 1587 року, місто з 1617 року, був іншим важливим раннім поселенням, заснованим Португалією.
Ранній період португальського вторгнення був перерваний серією воєн, договорів і суперечок з місцевими африканськими правителями, зокрема Нзінґа Мбанді, який з великою рішучістю чинив опір португальцям. Завоювання території сучасної Анголи почалося лише в XIX столітті і завершилося не раніше 1920-х років.
У 1834 році Ангола та решта португальських заморських домініонів отримали статус заморських провінцій Португалії. Відтоді офіційна позиція португальської влади завжди полягала в тому, що Ангола була невіддільною частиною Португалії так само, як і провінції Метрополь (Європейська Португалія). Статус провінції був ненадовго перерваний з 1926 по 1951 рік, коли Ангола мала назву «колонія» (сама адміністративно поділялася на кілька провінцій), але 11 червня 1951 року статус був відновлений. Перегляд португальської конституції 1971 року збільшив автономію провінції, яка стала штатом Ангола.
Ангола завжди мала дуже низьку щільність населення. Попри тому, що її територія була більша, ніж у Франції та Німеччини разом узятих, у 1960 році населення Анголи становило лише 5 мільйонів, з яких близько 180 000 були білими, 55 000 були змішаної раси, а решта були чорношкірими. У 1970-х роках населення зросло до 5,65 мільйонів, з яких 450 000 були білими, 65 000 були змішаними расами, а решта були чорношкірими.
Уряд провінції Анголи очолював генерал-губернатор, який мав як законодавчу, так і виконавчу владу, підпорядковуючись безпосередньо португальському міністру закордонних справ. Йому допомагав кабінет, що складався з генерального секретаря (який був заступником генерал-губернатора) і кількох провінційних секретарів. Існувала Законодавча рада — включала як призначених, так і обраних членів — із законодавчими обов'язками, які поступово збільшувалися в 1960-х і 1970-х роках. У 1972 році він був перетворений на Законодавчі збори Анголи. Існувала також Рада уряду, відповідальна за надання консультацій генерал-губернатору щодо його законодавчих та виконавчих обов'язків, до складу якої входили вищі державні службовці провінції.
Попри те, що він відповідав за поліцію та інші сили внутрішньої безпеки, генерал-губернатор не мав військових обов'язків, які покладалися на головнокомандувача збройними силами Анголи. Головнокомандувач підпорядковувався безпосередньо міністру національної оборони та начальнику Генерального штабу Збройних сил Португалії.
У 1961 році до складу місцевої адміністрації Анголи входили такі райони: Кабінда, Конго, Луанда, Кванза-Норте, Кванза-Сул, Маланже, Лунда-Сул, Лунда-Норте, Кунене, Бенгела, Уамбо, Бі-Куандо-Кубанго, Мошико, Мосамедиш і Уїла. У 1962 році округ Конго був розділений на райони Заїре і Уїже, а район Біе-Квандо-Кубанго — на райони Біє і Квандо-Кубанго. У 1970 році район Кунене також був створений шляхом відокремлення південної частини району Уїла. Відповідно до португальської моделі місцевого самоврядування, округи складалися з муніципалітетів (порт. concelhos), і вони поділялися на цивільні парафії (порт. freguesias), кожна з яких управлялася місцевою радою (відповідно câmara municipal і junta de freguesia). У регіонах, де ще не було досягнуто необхідного соціального та економічного розвитку, муніципалітети та громадянські парафії тимчасово замінювалися відповідно адміністративними структурами (порт. circunscrições) та посадами (порт. postos), кожним із яких керувала посадова особа, яку призначав уряд, що мали широкі адміністративні повноваження, виконуючи місцеві органи управління, поліцію, санітарну, господарську, податкову і навіть судову ролі. Адміністратори керували місцевими допоміжними поліцейськими, відомими як «сипаї» (порт. cipaios). У цих регіонах традиційна влада — в тому числі місцеві королі, правителі та племінні вожді — зберігалася та інтегрувалася в адміністративну систему, виконуючи роль посередників між провінційною владою та місцевим тубільним населенням.

### Протиборчі сторони

#### Португальські сили
Збройні сили Португалії в Анголі включали сухопутні, військово-морські та повітряні сили, які підпорядковувалися головнокомандувачу збройними силами Анголи. До 17 червня 1961 року фактично не було головнокомандувача, а об'єднане міжвидове командування на ранніх етапах конфлікту здійснювалося командувачами сухопутних військ у країні. Головнокомандувач виконував функції командувача театром дій і координував сили трьох видів, що дислокувалися в провінції, а командири відповідних видів виконували функції заступника головнокомандувача. В міру розвитку конфлікту оперативна роль головнокомандувача та його штабу дедалі більше посилювалася за рахунок командувачів видів збройних сил. Коли вибухнув конфлікт, португальські збройні сили в Анголі налічували лише 6500 осіб, з яких 1500 були європейцями, а решта були місцевими жителями. До кінця конфлікту кількість колоніальних військ зросла до понад 65 000 осіб, з яких 57,6 % були європейцями (білими), а решта — місцевими.
Сухопутні війська в Анголі утворювали 3-й військовий район португальської армії. Так, на початок воєнних дій організаційно колишні колоніальні військові сили являли собою розкидані по всій Анголі невеликі гарнізони розміром з роту, які також виконували обов'язки внутрішньої безпеки в колонії. Загалом вони утворювали три піхотні полки і кілька підрозділів батальйонного розміру. У великих міських центрах, існували плани розгортання експедиційної польової дивізії, яка буде розгорнута в Анголі й перекинута для посилення португальської армії в Європі, в разі виникнення конвенційної війни. Під час конфлікту вони відповідали за те, щоб мобілізувати, забезпечити та підготувати місцеві польові підрозділи. Переважна більшість цих підрозділів були легкими піхотними батальйонами та окремими ротами.
Сили португальського флоту перебували під командуванням Військово-морського командування Анголи. Ці сили включали Заїрську флотилію (з патрульними катерами та десантними катерами, що діють на річці Заїр), військово-морську групу (включаючи фрегати та корвети, які чергували в Анголі за графіком), роти морської піхоти та спеціальні загони морської піхоти. У той час як роти морської піхоти виконували роль звичайної морської піхоти, виконуючи функції щодо захисту об'єктів і кораблів ВМС, спеціальна морська піхота була спецназом, що виконував роль мобільних підрозділів, що спеціалізувалися на десантних нападах.
Португальські повітряні сили в Анголі перебували під командуванням 2-го повітряного району португальських ПС зі штабом в Луанді. Вони включали центральну авіабазу (база № 9 в Луанді) і дві регіональні авіабази (аеродром № 3 в Негаге, Уїге і база-аеродром № 4 в Енріке-де-Карвалью, Лунда).

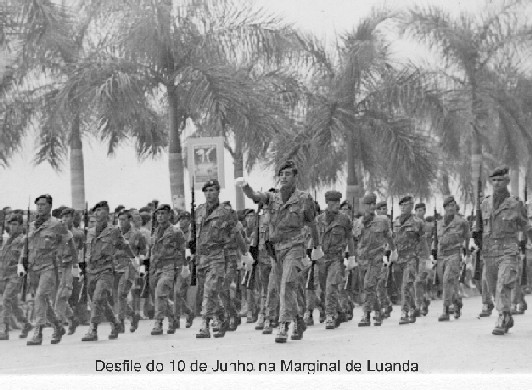
Португальські військові на параді в Луанді

Повітряні сили в Анголі також мали у своєму складі 21-й десантний батальйон, який виконував функцію мобільного підрозділу, причому за задумом його перекидання планувалося здійснювати парашутним способом, але пізніше переважно для перекидання використовували вертольоти. На початку конфлікту в Анголі перебувало лише кілька літаків, у тому числі 25 реактивних винищувачів-бомбардувальників F-84G, шість бомбардувальників PV-2 Harpoon, шість транспортних літаків Nord Noratlas, шість вертольотів Alouette II, вісім легких штурмовиків T-6 і вісім легких літаків спостереження Auster. На початку 1970-х років повітряний компонент мав чотири F-84G, шість PV-2 Harpoon, 13 транспортних літаків Nord Noratlas, C-47 і C-57, 30 вертольотів Alouette III і Puma, 18 T-6 і 26 Do 27 літаків спостереження. Попри збільшення, кількість літаків завжди була недостатньою, щоб забезпечити повітряну підтримку на величезній території Анголи, до того ж багато з них були старими літаками, їх було важко обслуговувати в умовах тропічної країни. З кінця 1960-х років португальські збройні сили на півдні Анголи мали змогу розраховувати на підтримку гелікоптерів та деяких інших повітряних засобів ПС Південної Африки, при цьому було створено два спільних португальсько-південноафриканських центри повітряної підтримки.

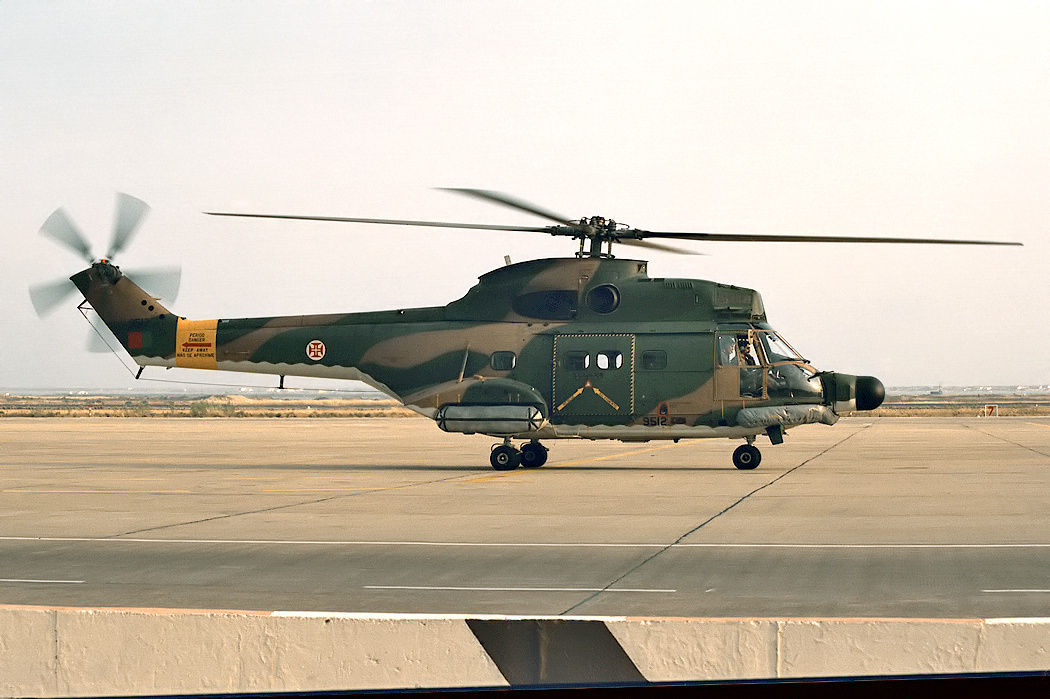
Вертоліт SA-330 «Пума» Повітряних сил Португалії

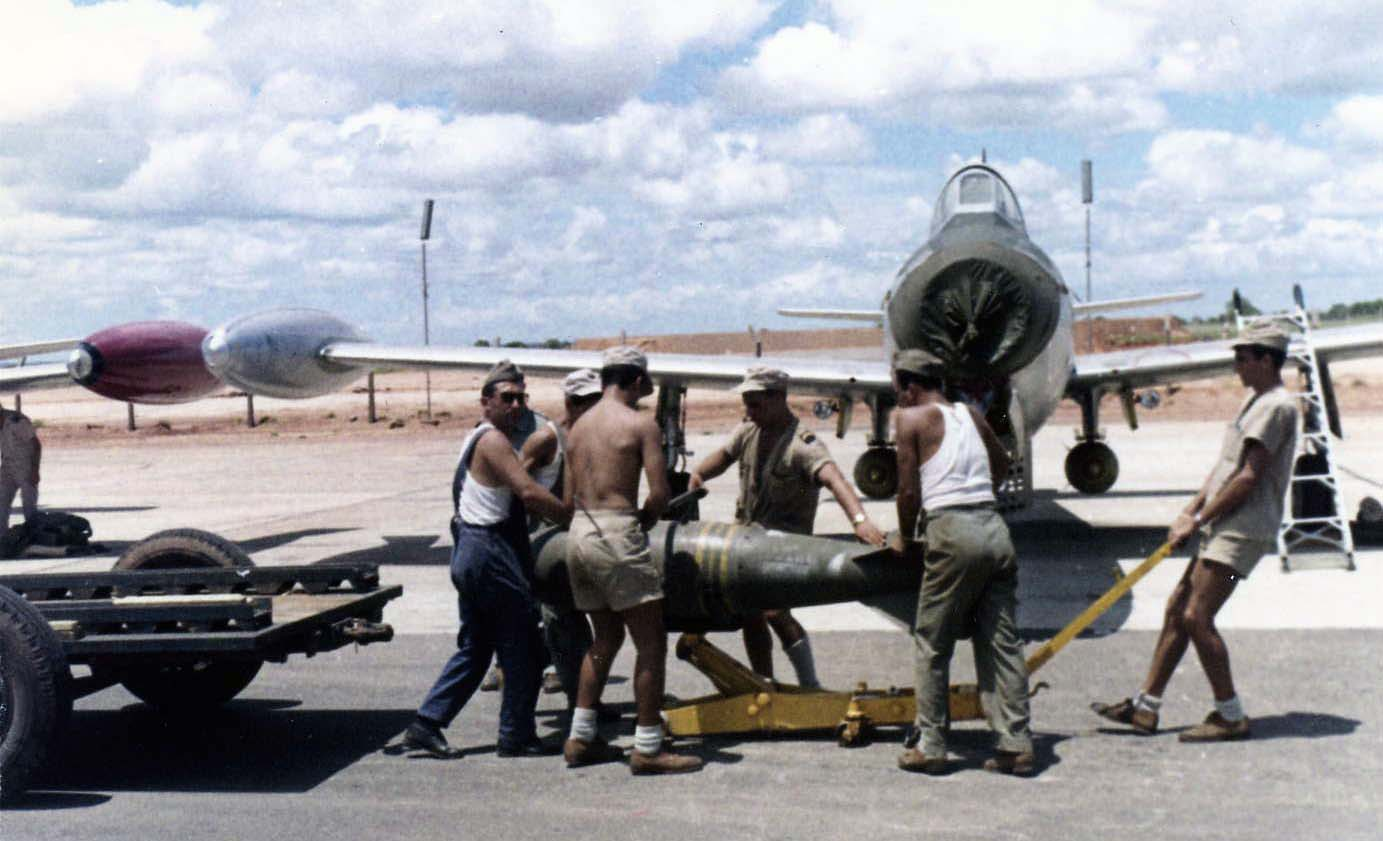
Португальський F-84G завантажується боєприпасами на авіабазі Луанда під час колоніальної війни

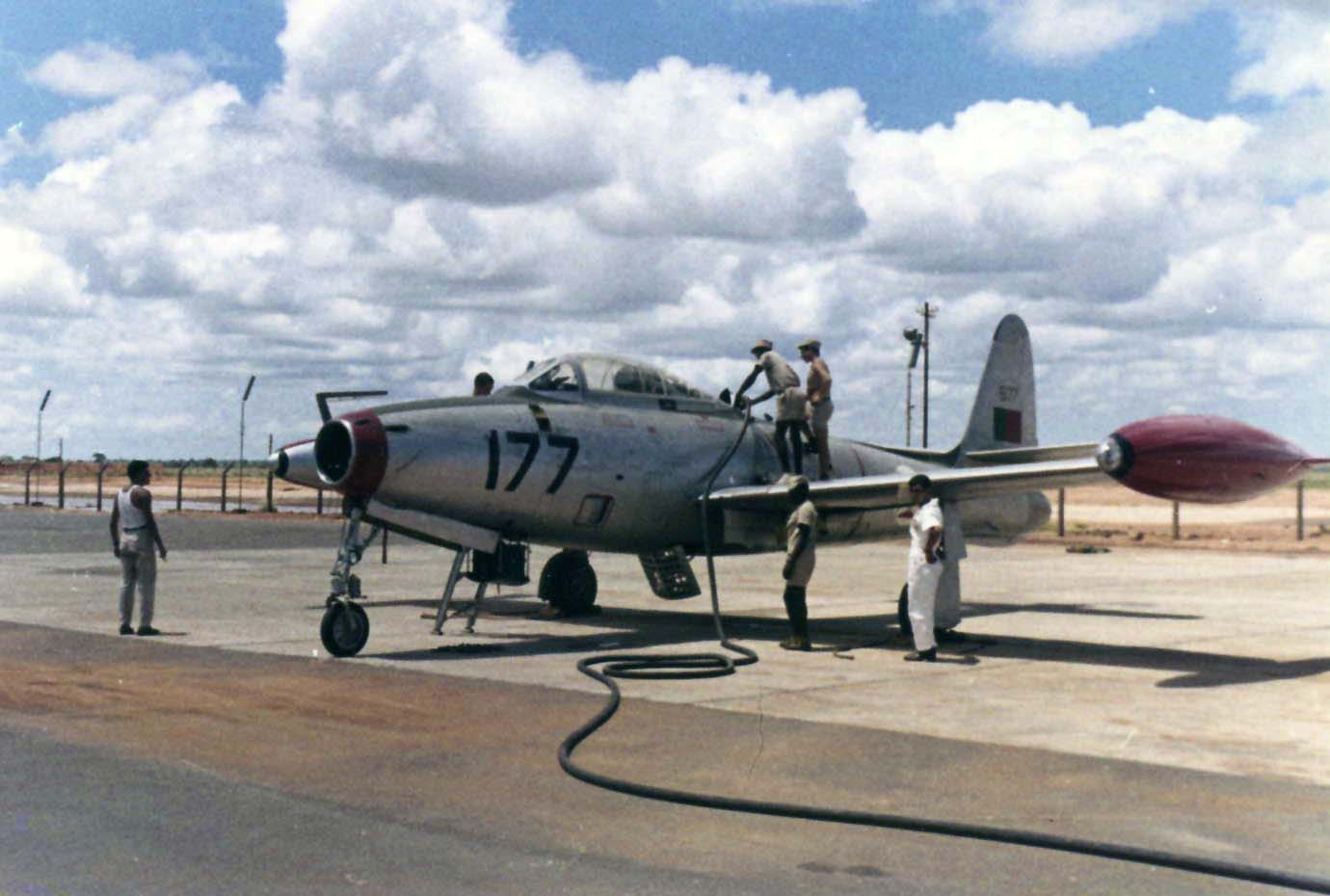
Португальський F-84 «Тандерджет»

Правоохоронні органи або сили безпеки в Анголі перебували під контролем цивільної влади на чолі з генерал-губернатором провінції. Основними з цих сил, які брали участь у війні, була Поліція громадської безпеки (PSP) і PIDE (перейменована в DGS в 1969 році). До середини 1960-х років ці сили включали 10 000 констеблев PSP і 1100 агентів PIDE.
Крім регулярних збройних сил і сил безпеки існувала низка воєнізованих і нерегулярних формувань, деякі з них під контролем військових, а інші — з боку цивільної влади.
OPVDCA (Провінційна організація волонтерів і цивільної оборони Анголи) була корпусом міліції, відповідальним за внутрішню безпеку та цивільну оборону, з характеристиками, подібними до характеристик Португальського легіону. Воно перебувало під безпосереднім контролем генерал-губернаторів провінції. Під час конфлікту OPVDCA переважно використовувалася для захисту людей, ліній зв'язку та чутливих об'єктів. До кінця конфлікту OPVDCA нараховувала близько 20 000 волонтерів.
Нерегулярні воєнізовані формування включали ряд різних типів підрозділів з різними характеристиками. Під військовим контролем перебували спеціальні групи (GE) і спеціальні війська (TE). GE були бойовими групами спецназу розміром із взвод, що складалися з місцевих добровольців, які діяли в Східній Анголі, зазвичай їх додавали до армійських підрозділів. TE мали подібні характеристики, але складалися з перебіжчиків з FNLA, які діяли в Кабінді та Північній Анголі.
З 1900 до початку 1950-х років португальці тримали окрему колоніальну армію у своїх африканських володіннях, що складалася переважно з обмеженої кількості тубільних компаній (порт. companhias indígenas). Офіцери та старші сержанти відряджалися з армії метрополії, тоді як молодші сержанти переважно набиралися з португальських поселенців, які проживали на заморських територіях і в колоніях. Рядові були сумішшю чорношкірих африканських добровольців і білих призовників, які проходили обов'язкову військову службу. Чорні асимілади теоретично також підлягали призову, але на практиці лише обмежену кількість брали на службу. Зі зміною офіційного статусу африканських територій з колоній на заморські провінції в 1951 році колоніальна армія втратила окремий статус і була інтегрована в регулярні сили самої Португалії. Основа комплектування до зарубіжних частин залишилася практично незмінною.
За словами мозамбіканського історика Жоау Паулу Борхеса Коельо, португальська колоніальна армія поділялася за расовою та етнічною приналежністю. До 1960 року існувало три класи солдатів: військовослужбовці (європейські та африканські білі), заморські солдати (чорні африканські «асимиладос» або «цивілізадо») і тубільці (африканці, які були частиною режиму «індігенато»). У 1960 році ці категорії були перейменовані в 1-й, 2-й і 3-й класи, що фактично відповідало тій самій класифікації. Пізніше, хоча колір шкіри перестав бути офіційною дискримінацією, на практиці система змінилася мало — хоча з кінця 1960-х років чорношкірі були прийняті як прапорщики (порт. alferes), найнижчий ранг в офіцерській ієрархії.
| |
| |
| |
| |
| 1. Національний фронт за визволення Анголи, ФНЛА 2. Народний рух за визволення Анголи, МПЛА 3. Національний союз за повну незалежність Анголи, УНІТА 4. Фронт за визволення анклаву Кабінда, ФЛЕК |

Чорні солдати ніколи не становили більше ніж 41 % від загальної чисельності колоніальної армії, зокрема на початок війни за незалежність їх було лише 18 %. Коельо зазначив, що під час конфлікту в Анголі, Гвінеї та Мозамбіку уявлення про африканських солдатів серед старших португальських командирів значно відрізнялися. Генерал Коста Гомес, мабуть, найуспішніший командир боротьби з повстанцями, прагнув до хороших відносин з місцевим цивільним населенням і використовував африканські підрозділи в рамках організованого плану боротьби з повстанцями. Генерал Спінола, навпаки, закликав до більш політичного та психосоціального використання африканських солдатів. Генерал Каульза, найбільш консервативний з трьох, боявся африканських сил поза його суворим контролем і поділяв расистські погляди на африканців як неповноцінні істоти.
Корінні африканські війська, хоча і були широко розгорнуті, спочатку використовувалися на другорядних посадах як рядові або унтер-офіцери. У міру того, як війна тривала, все більша кількість корінних анголців посідала командні посади, хоча й молодшого рангу. За 500 років колоніального правління Португалія не змогла створити умов для підготовки жодного чорношкірого губернатора, директора, поліцейського інспектора чи професора; вона також не змогла навчити жодного командира вищої ланки в заморській армії.

#### Націоналістичні та сепаратистські сили

##### Національний фронт за визволення Анголи (ФНЛА)
7 липня 1954 року група активістів на чолі з вихідцем з племінної аристократії баконго Голденом Роберто заснувала Союз народів Північної Анголи (УПНА). У 1958 році рух приймає більш широке позначення, ставши Союзом народів Анголи (УПА). У 1960 році Голден Роберто підписав угоду з МПЛА про те, щоб обидва рухи будуть разом боротися проти португальських військ, але він закінчив боротьбу поодинці. У 1962 році УПА об'єдналася з Демократичною партією Анголи, перетворюючись на Фронт національного визволення Анголи (ФНЛА), позиціонуючи себе як проамериканську та антирадянську організацію. У тому ж році створено Революційний уряд Анголи в вигнанні (GRAE). УПА, а пізніше ФНЛА переважно підтримувалася етнічною групою баконго, яка мешкала в межах старого королівства Конго, включаючи Північно-Західну та Північну Анголи, а також частини Французького та Бельгійського Конго. Він завжди мав міцні зв'язки з колишнім Бельгійським Конго (з 1971 року називався Заїр), у тому числі завдяки тому, що Голден Роберто був другом і зятем Мобуту Сесе Секо.
Збройним підрозділом ФНЛА була Національна визвольна армія Анголи (ELNA). Здебільшого його підтримували Конго/Заїр, де базувалися і навчалися його війська, а також Алжир. Вони фінансувалися США і, попри те, що вважали себе антикомуністами, отримували зброю від східноєвропейських країн.

##### Народний рух за визволення Анголи (МПЛА)
Народний рух за визволення Анголи (MPLA) був заснований в 1956 році в результаті злиття Партії об'єднаної боротьби африканців Анголи (PLUA) і Комуністичної партії Анголи (PCA). МПЛА була лівою політичною організацією, яка включала представників змішаної раси та білих представників ангольської інтелігенції та міської еліти, яку підтримували амбунду та інші етнічні групи районів Луанда, Бенго, Куанза-Норте, Куанца-Сул та Маланже. Його очолювали Агоштінью Нету (президент) і Віріато да Крус (генеральний секретар), обидва міські інтелектуали з португальською освітою. Ззовні рух переважно підтримували Радянський Союз і Куба, але спроби отримати підтримку від США не увінчалися успіхом, оскільки вони вже підтримували УПА/ФНЛА.
Збройним крилом МПЛА була Народна армія визволення Анголи (EPLA). На розквіті до складу EPLA входило близько 4500 бійців, які були організовані у військові округи. Здебільшого рух оснащувався радянською зброєю, переважно отриманою через Замбію, яка включала пістолети Токарева, пістолети-кулемети ППС, автомати Симонова і Калашникова, кулемети, міномети, реактивні гранатомети, протитанкові та протипіхотні міни. 7 листопада 1961 року до Анголи прибули військові фахівці з Куби для підготовки партизанських загонів МПЛА. Багато повстанців МПЛА проходили воєнну підготовку в СРСР, Болгарії, Чехословаччині і в Алжирі.

##### Національний союз за повну незалежність Анголи (УНІТА)
Національний союз за повну незалежність Анголи (UNITA) був створений 13 березня 1966 року Жонасом Савімбі, дисидентом ФНЛА. Жонас Савімбі був міністром закордонних справ GRAE, але вступив у зіткнення з Голденом Роберто, звинувативши його у зв'язках зі США та дотриманні імперіалістичної політики. Савімбі був членом племені овімбунду в Центральній і Південній Анголі, сином євангельського пастора, який поїхав вивчати медицину в Європейську Португалію, хоча так і не здобув вищу освіту.
Збройні сили визволення Анголи (FALA) становили збройну гілку УНІТА. Вони мали невелику кількість бійців і не були добре оснащені. Високі труднощі змусили Савімбі укласти угоди з португальською владою, більше зосередившись на боротьбі з МПЛА.
Коли війна закінчилася, УНІТА залишився єдиним із націоналістичних рухів, який зміг утримувати сили, що діяли на території Анголи, а сили решти рухів були ліквідовані або вигнані португальськими військами.

##### Фронт за визволення анклаву Кабінда (ФЛЕК)
Фронт за визволення анклаву Кабінда (ФЛЕК) був заснований в 1963 році шляхом злиття Руху за визволення анклаву Кабінда (MLEC), Комітету дій Національного союзу Кабінда (CAUNC) і Національний Альянс Майомбі (ALLIAMA). На відміну від решти трьох рухів, FLEC боровся не за незалежність усієї Анголи, а лише за незалежність Кабінди, яку вважав окремою країною. Хоча його діяльність почалася ще до виходу Португалії з Анголи, військові дії FLEC відбувалися переважно після цього і були спрямовані переважно проти збройних сил та сил безпеки Анголи. ФЛЕК є єдиним з націоналістичних і сепаратистських рухів, які досі ведуть партизанську війну.

### Події напередодні війни
У 1957 році Гана (колишня британська колонія Золотий Берег) під керівництвом Кваме Нкрума стала першою колонією в Африці, яка здобула незалежність від європейської держави. У 1958 році Кваме Нкрума організував Конференцію африканських незалежних держав, яка мала на меті створення Союзу Африканських держав.
Колишнє Бельгійське Конго і північний сусід Анголи стали незалежними в 1960 році як Республіка Конго (відома як «Конго-Леопольдвіль», а пізніше «Конго-Кіншаса», у 1971 році була перейменована в «Республіку Заїр») з Жозефом Касавубу як президент і Патрісом Лумумба як прем'єр-міністр. Відразу після здобуття незалежності відбулася низка насильницьких заворушень, що врешті-решт призвели до кризи в Конго. Біле населення стало ціллю, і понад 80 000 жителів Бельгії були змушені втекти з країни. В регіоні почали набувати обертів сепаратистські рухи: Катанга під керівництвом Моїза Чомбе відокремилася від Конго. Криза призвела до втручання ООН та введення в країну бельгійських збройних сил. Внутрішні конфлікти в Конго досягли кульмінації з приходом до влади Мобуту Сесе Секо в 1965 році.
20 січня 1961 року Джон Ф. Кеннеді став Президентом США. Його адміністрація почала підтримувати африканські націоналістичні рухи з метою нейтралізації зростаючого радянського впливу в Африці. Щодо Анголи, то США почали надавати пряму підтримку УПА і зайняли вороже ставлення до Португалії, заборонивши їй використовувати американську зброю в Африці.
У 1964 році Північна Родезія здобула незалежність і проголосила країну Замбія під керівництвом Кеннета Каунди. Відтоді Ангола була майже повністю оточена країнами з режимами, ворожими Португалії, за винятком Південно-Західної Африки.

### Ситуація в Анголі
У 1953 році ангольські сепаратисти заснували Партію об'єднаної боротьби за африканців в Анголі (PLUA), першу політичну партію, яка виступала за незалежність Анголи від Португалії. У 1954 році етнічні націоналісти баконго в Бельгійському Конго та Анголі створили Союз народів Північної Анголи (УПА), який виступав за незалежність історичного Королівства Конго, до складу якого входили інші території за межами португальської заморської провінції Ангола.
У 1955 році Маріо Пінту де Андраде та його брат Жуакін створили Комуністичну партію Анголи (PCA). У грудні 1956 року PLUA об'єдналася з PCA, щоб утворити Народний рух за визволення Анголи (МПЛА). МПЛА, очолювана да Крузом, Маріо Андраде, Ілідіо Мачадо та Лусіо Лара, отримала підтримку мбунду та в Луанді.
У березні 1959 року, відкриваючи новий військовий полігон у Луанді, генерал-губернатор Анголи Са Віана Ребело виголосив знамениту промову, де передбачив можливий конфлікт в Анголі. У вересні 1959 року командування сухопутними військами Анголи з прерогативами головнокомандувача прийняв генерал Монтейру Ліборіо; на момент початку війни він стане португальським командувачем. У квітні 1960 року, відчуваючи потребу в підготовці сил для протидії повстанцям, португальська армія створила Центр військ спеціальних операцій, де розпочали підготовку роти спецназу. Перші три роти спецназу caçadores (CCE) було відправлено до Анголи в червні 1960 року, головним чином через кризу в Конго. Їхня головна місія полягала в захисті регіонів Анголи, які межують з колишнім Бельгійським Конго. Розмішували роти в Кабінді (1-ша CCE), в Тото, Уіге (2-га CCE) та Маландже (3-тя CCE).

### Загострення ситуації
3 січня 1961 року сільськогосподарські робітники, найняті португальсько-бельгійською компанією Cotonang з вироблення бавовни, влаштували акцію протесту, вимагаючи покращення умов праці. Протест, який пізніше став відомий як повстання Байша-де-Кассанже, очолив двоє раніше невідомих анголців, Антоніо Маріано та Кулу-Сінгу. Під час протесту ангольські робітники спалили свої посвідчення особи та напали на португальських торговців на території компанії. Протест призвів до загального повстання, на яке португальська влада відповіла повітряним нальотом на двадцять сіл у цьому районі, убивши велику кількість селян. У той час як Народний рух за визволення Анголи (MPLA) стверджував, що в результаті повітряного нальоту загинуло близько десяти тисяч людей, більшість оцінок коливаються від 400 до 10 вбитих.
4 лютого 50 бойовиків-сепаратистів із озброєних формувань МПЛА напали на поліцейську дільницю в Луанді та в'язницю Сан-Паулу, загинули семеро поліцейських. 40 нападників було вбито, ніхто з ув'язнених не був звільнений. 5 лютого уряд провів похорон загиблих поліцейських, під час яких португальські поселенці вчинили кілька актів насильства щодо етнічної чорної більшості, що жили в нетрях Луанди. 10 лютого сепаратисти напали на другу в'язницю, влада відповіла насильством та масовими арештами.

### Події війни
15 березня Союз народів Північної Анголи (УПА) на чолі з Голденом Роберто розпочав народне повстання в регіоні Баконго на півночі Анголи зі своєї бази в Конго-Леопольдвіль (колишнє Бельгійське Конго), очоливши сили від 4000 до 5000 бойовиків. Його сили захопили ферми, урядові форпости та торгові центри, вбиваючи та калічачи чиновників і цивільних, більшість із них «робочі за контрактом» Овімбунду з Центрального нагір'я. Ангольські фермери банту та працівники кавових плантацій приєдналися до повстання і вбили близько 1000 білих анголців за кілька днів і 6000 чорних (включаючи жінок і дітей як білих європейців, так і чорношкірих африканців). Бунтівники спалили плантації, мости, державні установи, поліцейські дільниці, знищили кілька барж і поромів.
Однак і всупереч очікуванням УПА, більшість білих мешканців, які змогли пережити початкові атаки, не втекли, за винятком деяких жінок і дітей, які були евакуйовані до Луанди. Натомість вони закріпилися в кількох містах і селах регіону — включаючи Кармону, Негаге, Санса Помбо, Санта-Крус, Кімбеле та Мукабу — чинячи опір нападам майже без підтримки кількох існуючих військових сил. Натомість світлини зґвалтованих і понівечених поселенців розпалили португальську громадськість, і португальська армія розпочала кампанію боротьби з повстанцями, яка знищила десятки сіл і вбила близько 20 000 людей до того, як повстання було придушене у вересні 1961 року.
Того ж 15 березня і 16 числа 7-ма і 9-та спеціальні роти «Касадорес» і 1-ша десантна рота було відправлено з Метрополя до Анголи повітряним транспортом. Інші невеликі підрозділи того ж типу було відправлено в наступні дні. Невеликі військові колони вийшли з Луанди та Кармони, щоб спробувати врятувати частину ізольованого населення районів, які піддалися нападам УПА. 21 березня Тимчасовий батальйон майора Ребочо Ваза, який брав участь у повстанні Байша-де-Касанж, перемістився на Куанца-Норте, щоб протистояти наступам УПА.
Без відповідних військових підкріплень, які прибули з Метрополя, 28 березня було створено Корпус добровольців Анголи, щоб офіційно оформити цивільних добровольців, які вже воювали з УПА.
На початку квітня сталася різанина в селі Колуа, поблизу Алдейя-Вісоза, жителів якого вбили УПА. Військова колона з Тимчасового батальйону була направлена до села, щоб спробувати зібрати тіла загиблих. Однак ізольована група солдатів (включаючи двох офіцерів), яка залишилася, потрапила в засідку, а їхні тіла були знайдені жахливо понівеченими. Інший військовий патруль, який був відправлений в цю місцевість, також потрапив у засідку, деякі з їхніх членів потрапили до рук УПА і були також закатовані, понівечені та вбиті. 30 мирних жителів і 11 військових були врешті вбиті в Колуа. Пізніші свідчення довели, що бойовики УПА вдавалися до актів канібалізму, поїдаючи частини трупів солдатів противника. Події в Колуа мали важливий психологічний вплив на португальські збройні сили не лише через жахливі дії проти її солдатів, а й тому, що вони усвідомили, що повстанці наважилися атакувати військові сили, а не лише беззахисні цивільні особи.
11 квітня міністр національної оборони Жуліо Ботелью Моніс, невдоволений ставленням прем'єр-міністра Салазара щодо заморської політики та конфлікту в Анголі, здійснив спробу державного перевороту, який зазнав невдачі. Після невдалого перевороту і тепер усвідомлюючи, що конфлікт в Анголі був серйознішим, ніж вважалося спочатку, прем'єр-міністр Салазар звільнив Ботелью Моніса і перебрав на себе посаду очільника військового міністерства. 13 квітня Салазар розповів по телебаченню про ситуацію в Анголі.
Португальські збройні сили розпочали масову мобілізацію. Нарешті, 21 березня перший військовий контингент з метрополії вирушив на океанському лайнері «Ніасса» до африканських берегів, прибувши до Луанди 2 травня.
13 травня частини, що прибули з Метрополя, починають рухатися до Північної Анголи, щоб зайняти стратегічні позиції. До червня підрозділи армії перебували в Дамбі, Санса-Помбо, Сан-Сальвадор-ду-Конго і Куїмба, а морська піхота окупувала Томбоко. Через заблоковані дороги, зруйновані мости та засідки повстанців рух підрозділів колоніальних військ відбувався повільно, португальські війська зазнавали численних втрат. Зайнявши ці позиції, португальські частини розпочинають поступову окупацію територій, що перебували під контролем УПА.
10 липня португальські війська розпочали свою першу велику операцію в ході конфлікту, операцію «Віріато», головною метою якої було повторне завоювання міста Намбуангонго в лісі Дембос, яке було проголошено УПА своєю столицею. З 11 по 21 серпня португальський контингент провів операцію «Нема», перший десантний штурм у воєнній історії Португалії. Португальські десантники висадилися парашутним способом над визначеним районом: повстанці були захоплені зненацька й десантники змогли зайняти місто Кіпедро майже без опору.
У серпні за наказом генерала Сільви Фрейре була створена «Північна зона втручання», яка охоплювала райони Луанда, Кабінда, Уіге, Заїр, Маланж і Куанза-Норте. Наступного місяця також буде створена «Східна зона втручання», що охоплювала райони Лунда та Моксіко.
10 квітня 1961 року спеціальний батальйон Caçadores 261 за підтримки десантників, артилерії, бронеавтомобілів і авіації розпочав операцію «Есмеральда», спрямовану на очищення та повернення контролю над Педра-Верде, останньою базою УПА в північній Анголі. Початковий штурм було відбито силами УПА, португальці зазнали значних втрат. Після перегрупування військові за кілька днів почали другий штурм, нарешті 16 вересня взявши під свій контроль Педра-Верде.
9 червня Рада Безпеки Організації Об'єднаних Націй прийняла резолюцію 163, яка оголосила Анголу несамоврядною територією і закликала Португалію відмовитися від репресивних заходів проти ангольського народу. Резолюцію було схвалено голосами Китаю, США, СРСР та всіх непостійних членів, при цьому Франція та Велика Британія утрималися.

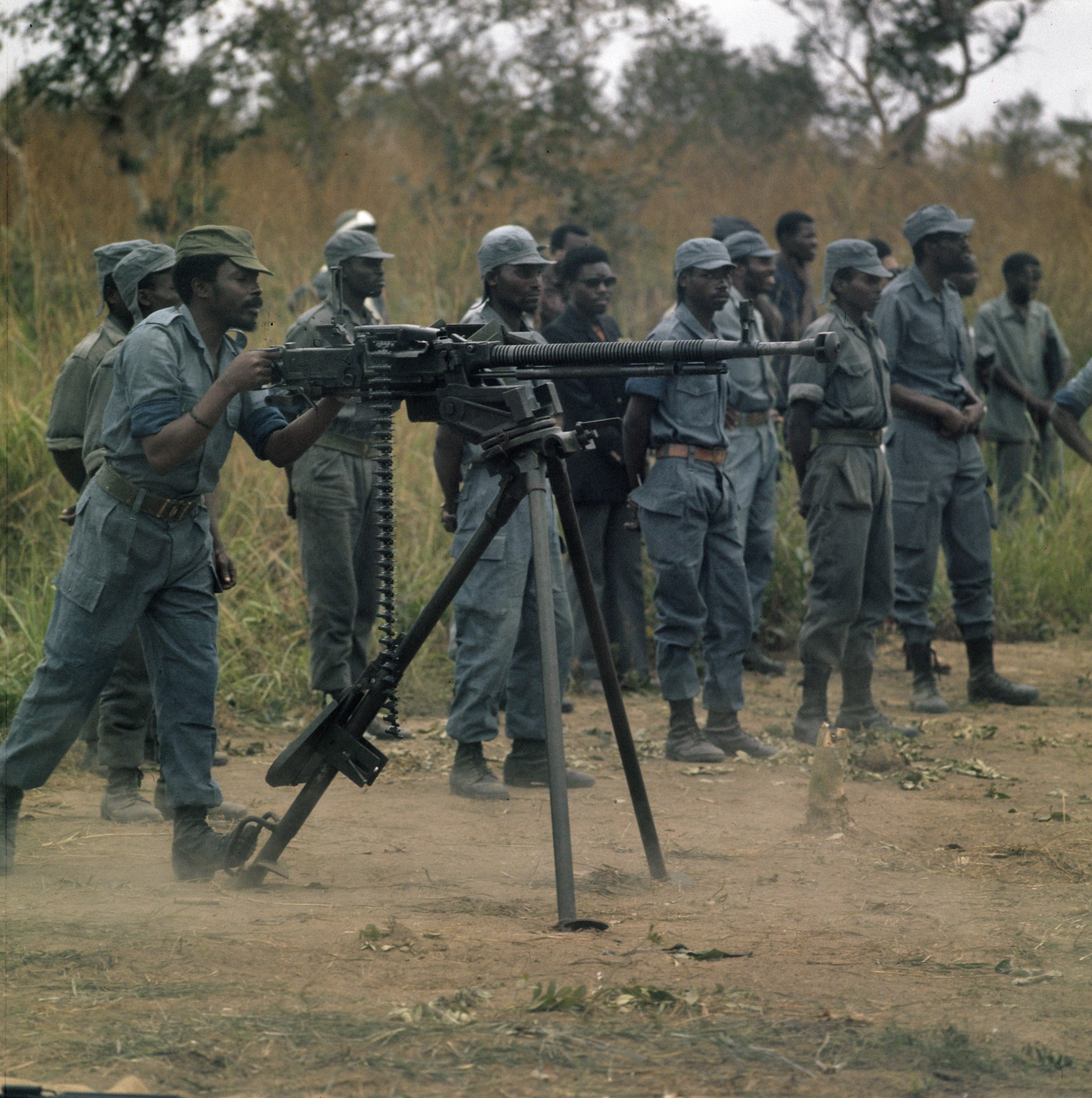
Тренування бойовиків ФНЛА у стрільбі з радянського кулемета ДШК у таборі в Заїрі. 1973

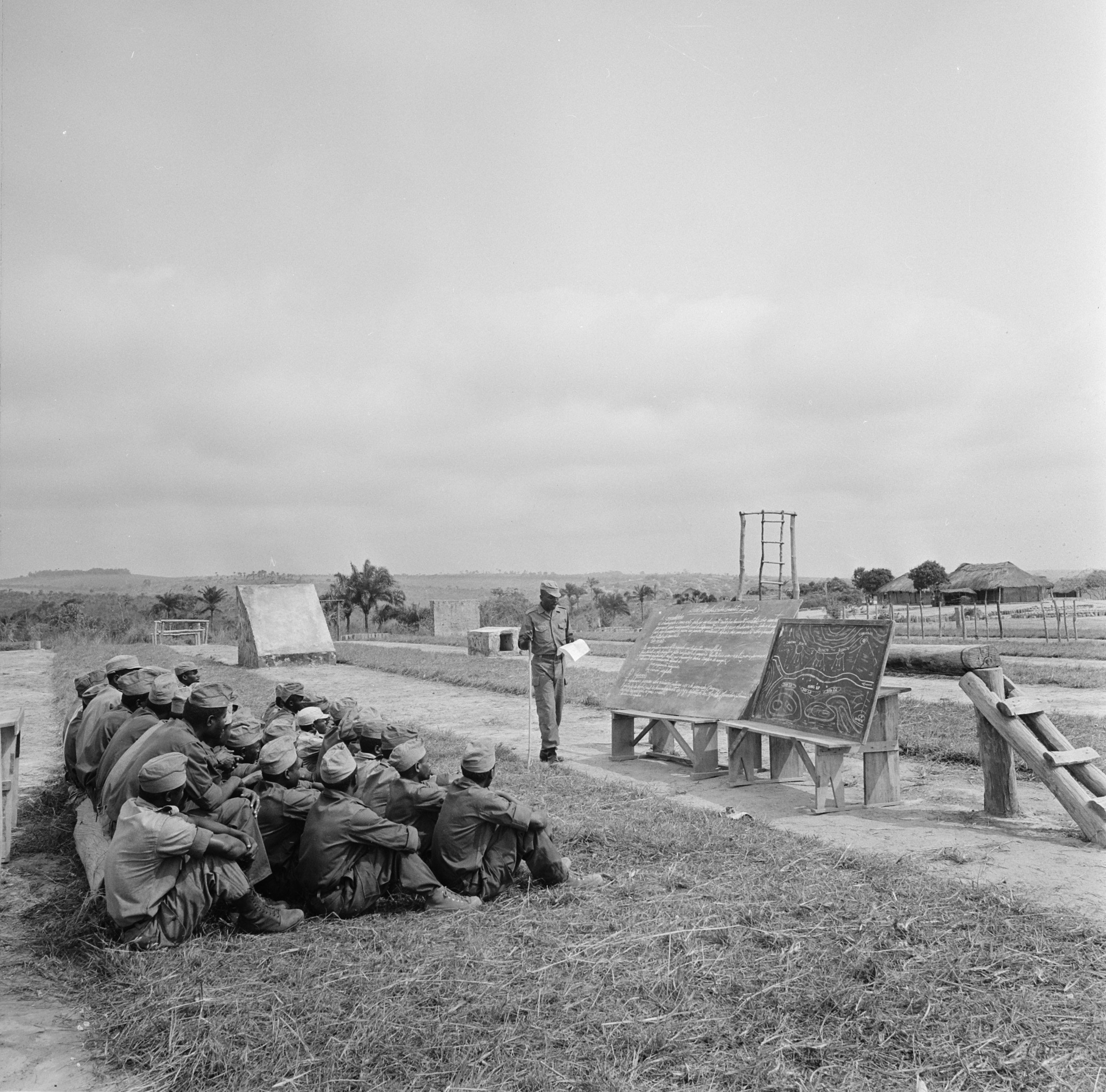
Заняття повстанців ФНЛА у таборі в Заїрі. 1973

Основні військові операції остаточно припинилися 3 жовтня, коли португальські війська знову зайняв Кайонго в Альто-Кауале, Уіге, останній покинутий адміністративний пост, який залишився невизволеним. Ця подія завершила майже шестимісячний період, протягом якого бійці УПА змогли контролювати географічний район, учетверо більший за європейську Португалію.
У перший рік війни було вбито від 20 000 до 30 000 анголців, а від 300 000 до 500 000 біженців втекли до Заїру або Луанди. Бойовики УПА приєдналися до біженців, які виступають за незалежність, і продовжували атакувати з-за кордону в Заїрі, створюючи більше біженців і терор серед місцевих громад. Патруль УПА взяв у полон 21 бойовика МПЛА, а потім стратив їх 9 жовтня 1961 року під час інциденту у Феррейрі, що спричинило подальше насильство між двома сторонами.

#### Східний фронт
25 грудня 1966 року УНІТА здійснила свою першу атаку, перешкодивши прохід потягам через Бенгельську залізницю в Тейшейра-де-Суза на кордоні із Замбією. У 1967 році UNITA двічі пускали потяги з рейок, що викликало гнів уряду Замбії, який експортував мідь залізницєю. Президент Кеннет Каунда у відповідь вигнав 500 бійців УНІТА із Замбії. Савімбі переїхав до Каїра, де прожив рік. Згодом він таємно дістався до Анголи через Замбію і працював з португальськими військовими проти МПЛА.
УНІТА мала свою головну базу в далеких південно-східних провінціях Анголи, де вплив португальців і ФНЛА був дуже низьким, і де не було партизанської війни взагалі. УНІТА від самого початку була набагато краще організованою й дисциплінованою силою, ніж MPLA чи FNLA. Її бійці також показали набагато краще розуміння тактики ведення партизанських операцій. Вони були особливо активні вздовж бенгельської залізниці, неодноразово завдаючи збитків португальцям, а також Республіці Конго та Замбії, які використовували залізницю для транспортування свого експорту до ангольських портів.
19 травня 1968 року ФНЛА увійшла до Східної Анголи і розпочала свої перші насильницькі дії в регіоні проти місцевого населення.
У жовтні 1968 року португальські війська розпочали операцію «Віторія» проти МПЛА, атакуючи та знищивши її основні бази у Східній Анголі. Серед іншого, португальськими командос провели напад на базу Мандум III (штаб III військового району МПЛА), де захопили важливі документи.
Наприкінці 1960-х років FNLA і MPLA розпочали активні змагання один з одним так само, як до цього боролися проти португальців, а сили MPLA почали допомагати португальцям у пошуку прихованих баз FNLA.
Наприкінці 1969 року португальські війська організували бойову групу Sirocco (порт. Agrupamento Siroco), високомобільний зведений оперативний загін, метою якого було полювання та знищення партизанських загонів, що діяли у Східній Анголі. Сухопутний компонент оперативного загону, основу якого становили роти командос, підтримував повітряний компонент гелікоптерами та легкими літаками. 1 вересня бойова група Sirocco розпочала довгу серію дуже успішних операцій у Східному регіоні. Бойова група Sirocco активно діяла протягом трьох років, а в 1972 році її замінить аналогічна бойова група Ray (порт. Agrupamento Raio).
У 1971 році МПЛА почала формувати ескадрони чисельністю від 100 до 145 бойовиків. Ці ескадрони, озброєні мінометами калібру 60 та 81 мм, атакували португальські форпости. Португальські збройні сили організували успішну кампанію з ліквідації цих загонів та умиротворення всього Східного фронту. Агоштінью Нету, зазнавши поразки, з 800 бойовиками відступив до Республіки Конго. Різні фракції в MPLA потім боролися за владу, поки Радянський Союз не підтримав фракцію Чіпенда. 17 березня 1000 бійців ФНЛА підійняли заколот у Кінкузу, але заірська армія придушила повстання від імені Роберто.
У 1973 році Чіпенда залишив МПЛА, заснувавши Східне повстання з 1500 колишніх послідовників МПЛА. В 1973 році президент Танзанії Джуліус Ньєрере переконав Китайську Народну Республіку, яка почала фінансувати МПЛА в 1970 році, вступити в союз з FNLA проти MPLA. Роберто відвідав КНР у грудні і заручився підтримкою Китаю. Радянський Союз повністю припинив допомогу MPLA в 1974 році. У листопаді СРСР відновив допомогу МПЛА після того, як Нету знову захопив лідерство у цьому русі.
Об'єднані сили MPLA, UNITA та FNLA досягли успіху у своєму повстанні не завдяки успіхам на полі бою, а завдяки перевороту у квітні 1974 року у Лісабоні. Революція гвоздик призвела до повалення диктаторського режиму в Португалії Нової Держави. 25 квітня 1974 року завершилася португальська колоніальна війна, що привело до незалежності португальських заморських територій. Це поклало край війні за незалежність проти Португалії, але відкрило двері для запеклого збройного конфлікту між незалежними силами та їхніми союзниками. У липні Голден Роберто, Агоштінью Нету та Жонас Савімбі зустрілися в Букаву, Заїр, та домовилися вести переговори з португальцями як єдиним політичним суб'єктом, але згодом війна спалахнула знову, перетворившись на багаторічну Громадянську війну.